# 大野秀貴
大野秀貴（オオノ ヒデキ 1976年3月26日 - ）は、日本のシンガーソングライター・スタジオ・ミュージシャン・ギタリスト・音楽プロデューサー・作曲家・編曲家。東京都生まれ。明治学院大学出身。血液型はO型

## 人物・略歴
1998年10月　織田哲郎プロデュースThe Kaleidoscopeのメンバーとしてエイベックスよりデビュー。1999年に脱退。脱退後、シンガーソングライター、スタジオ・ミュージシャン、音楽プロデューサー、CM音楽制作、レコーディング・エンジニアとして本格的に活動を始め､現在に至る。これまでに相川七瀬に『不謹慎な望み』を楽曲提供。ボーカル・ギター担当バンド『WINGSTORE』で、両A面マキシシングル『PASTCHAINNS/REGURATION』をairmusicからリリース。